# Der große Walzer (1938)
Der große Walzer (OT: The Great Waltz) ist eine fiktive Filmbiografie über Johann Strauss (Sohn) aus dem Jahr 1938 mit Luise Rainer und Fernand Gravet in den Hauptrollen. Julien Duvivier wird als Regisseur im Credit genannt, obwohl unklar ist, welche Szenen tatsächlich von ihm realisiert worden sind. Ein Großteil des Films wurde von Josef von Sternberg und Victor Fleming gedreht.

## Handlung
Johann Strauss, Sohn des bekannten Walzerkomponisten gleichen Namens, arbeitet am Beginn seiner illustren Karriere in einer Bank. Eines Tages wird er entlassen, weil er zu viel an die Musik denkt und zu wenig an die Kunden am Schalter. Seine Freundin Poldi Vogelhuber, die reizende Tochter des Bankdirektors, unterstützt Johann in seinem Bestreben, ein Musiker zu werden. Der Weg zum Erfolg ist steinig, doch mit Poldi, nunmehr als Ehefrau, an seiner Seite wird der Ruhm von Johann Strauss immer größer. Doch erst mit der Sopranistin Carla Donner überzeugen die Melodien auch die Massen. Bald schon kann Johann den Reizen von Carla nicht mehr widerstehen. Poldi sitzt allein daheim und erträgt ihr Schicksal als betrogene Ehefrau mit stoischer Gelassenheit. So groß ist ihre Opferbereitschaft, dass sie in die Scheidung einwilligen will, nur damit Johann glücklich wird. Carla ist nicht bereit, ihr eigenes Glück auf dem Unglück einer anderen aufzubauen und verzichtet auf die Fortsetzung der Beziehung. Johann und Poldi werden wieder glücklich.

## Hintergrund
Louis B. Mayer, Studiochef von MGM, war ein begeisterter Liebhaber der Musik von Johann Strauss (Sohn). Insoweit war es nicht verwunderlich, dass schon Mitte 1935 erste Pläne entstanden, das Leben des bekannten Komponisten auf die Leinwand zu bringen. Wie viele Produktionen aus der Zeit, war auch hier die Besetzung der Hauptrollen schwierig. Zunächst sollte Nelson Eddy den Komponisten spielen, dann waren Namen wie Brian Aherne, Fredric March und Francis Lederer im Gespräch, ehe die Wahl schließlich auf den Belgier Fernand Gravet fiel. Die weibliche Hauptrolle fiel an Luise Rainer, die hier zum wiederholten Male als langleidende Ehefrau zu sehen ist. Miliza Korjus war eine persönliche Entdeckung von Louis B. Mayer, der in ihr eine potentielle Nachfolgerin und Rivalin zu Jeanette MacDonald sah. Der Film stellte Korjus groß heraus, doch ein schwerer Unfall kurz nach der Premiere verhinderte eine weitere Karriere für die Sopranistin.

## Kinoauswertung
Die Produktionskosten lagen bei 2.260.000 US-Dollar, was deutlich über dem durchschnittlichen Budget für einen MGM-Film lag. An der Kinokasse blieb Der große Walzer hinter den Erwartungen zurück. In den USA lag das Einspielergebnis bei 918.000 US-Dollar, zu denen weitere 1.504.000 US-Dollar von den Auslandsmärkten kamen. Am Ende realisierte das Studio trotz eines Gesamteinspielergebnisses von 2.422.000 US-Dollar einen sehr hohen Verlust von 724.000 US-Dollar.

## Musik
Der Soundtrack des Films besteht ausschließlich aus Werken von Johann Strauss (Sohn). Die bekanntesten Stücke sind:
- Geschichten aus dem Wienerwald (op. 325)
- An der schönen blauen Donau (op. 314)
- There’ll Come a Time
- I’m in Love with Vienna
- One Day When We Were Young
- Künstlerleben (op. 316)
- Frühlingsstimmen (op. 410)
- Du und Du (op. 367)
- Revolutionsmarsch (op. 54)
- Auszüge aus Die Fledermaus

## Auszeichnungen
Bei der Oscarverleihung 1939 gewann der Film in der Kategorie:
- Beste Kamera

Er erhielt zwei weitere Nominierungen in den Kategorien:
- Beste Nebendarstellerin – Miliza Korjus
- Bester Schnitt

## Kritik
Die New York Times fand den Film opulent und wunderschön anzusehen, doch inhaltlich leer und langweilig. MGM habe das zweifelhafte Talent, Großproduktionen aus einem Fingerhut von Drehbuch zu machen. ("A stupendous show. Stunning, opulent and melodious. All of which does not prevent it from being a bit of a bore. Metro, of course, makes the most beautiful bores in the world. [...] No other studio can make so big a picture out of so small a script.")